# Look What I Got!
Look What I Got! — студийный альбом американской джазовой певицы Бетти Картер, выпущенный в 1988 году на лейбле Verve Records. На записи к ней присоединяется одна из двух ритм-секций (либо с Бенни Грином, либо со Стивеном Скоттом на фортепиано), а в четырёх из девяти песен — тенор-саксофонист Дон Брейден.
Альбом провёл на вершине джазового чарта журнала Billboard три недели, всего же в чарте он пробыл 41 неделю.

## Отзывы и признание
| Оценки критиков                            | Оценки критиков |
| Источник                                   | Оценка          |
| ------------------------------------------ | --------------- |
| AllMusic                                   | [ 1 ]           |
| Encyclopedia of Popular Music              | [ 2 ]           |
| MusicHound Jazz: The Essential Album Guide | [ 3 ]           |
| The Rolling Stone Jazz & Blues Album Guide | [ 4 ]           |

Скотт Яноу из AllMusic заявил, что этот всесторонне подготовленный сет даёт слушателям хорошее представление об авантюрной музыке Бетти Картер. Фил Гаранд из Stereo Review написал: «Последние девятнадцать лет Бетти Картер была энергичным предпринимателем, продюсируя и распространяя свои собственные высококачественные джазовые записи. С этим новым релизом на Verve она, по-видимому, была привлечена обратно в более коммерческую сферу. На Картер можно рассчитывать в том, что она представит творческую, сугубо личную интерпретацию своего материала, который часто бывает необычным, но здесь присутствует неравномерность качества. Временами её пение становится настолько эксцентричным, что равновесие не удерживается, также есть склонность петь нараспев, чего не было заметно в других её записях. Адекватная компенсация этим недостаткам есть в бодрой „All I Got“, где она исполняет свой вокал с быстротой одухотворенного горниста, и в её собственной „Look What I Got“ с его воркующей интимностью». Музыкальный критик Уилл Фридуолд отметил, что Картер заучит так же, как на альбомах Bet-Car Records, хотя голос стал глубже, но по-прежнему имеет то напряжённое, измученное, почти как у Блоссом Дири звучание, которое делало её ранние работы такими привлекательными.
На 31-я церемонии «Грэмми» за запись альбома Картер получила статуэтку за лучшее джазовое вокальное исполнение среди женщин.

## Список композиций
1. «Look What I Got!» (Бетти Картер) — 5:41
2. «That Sunday, That Summer» (Джо Шерман, Джордж Дэвид Вайс) — 4:51
3. «The Man I Love» (Джордж Гершвин, Айра Гершвин) — 7:28
4. «All I Got» (Дайэн Коул) — 4:40
5. «Just Like the Movies (Time)» (Бетти Картер) — 4:20
6. «Imagination» (Джонни Берк, Джимми Ван Хьюзен) — 4:23
7. «Mr. Gentleman (Sequel to „Tight“)» (Бетти Картер) — 2:40
8. «Make It Last» (Боб Хэймс) — 6:00
9. «The Good Life» (Саша Дистель, Джек Рирдон) — 6:58

## Участники записи
Музыканты
- Бетти Картер — вокал, продюсер
- Майкл Боуи (1, 3-7), Айра Коулман (треки 2, 8, 9) — бас-гитара
- Уинард Харпер (1, 3-7), Льюис Нэш (2, 9), Трой Дэвис (8) — ударные
- Бенни Грин (1, 3-7), Стивен Скотт (2, 8, 9) — фортепиано
- Дон Брейден (2, 3, 5, 9) — саксофон

Техперсонал
- Майк Бейс — художественный руководитель
- Джо Ферла — звукорежиссёр
- Джек Адельман — мастеринг
- Джеки Браун — ассистент звукорежиссёра
- Крис Томпсон — дизайн
- Майкл Бьондо — фото

## Чарты

### Еженедельные чарты
| Чарт (1988)                            | Высшая позиция |
| -------------------------------------- | -------------- |
| США (Billboard Top Jazz Albums)        | 1              |
| США (Cash Box Jazz Albums)             | 13             |
| США (Cash Box Traditional Jazz Albums) | 6              |

### Годовые чарты
| Чарт (1988)                     | Позиция |
| ------------------------------- | ------- |
| США (Billboard Top Jazz Albums) | 7       |
| Чарт (1989)                     | Позиция |
| США (Billboard Top Jazz Albums) | 9       |